# Liste der Nummer-eins-R&B-Alben in den USA (2006)
Dies ist eine Liste der Nummer-eins-Alben in den von Billboard ermittelten Verkaufscharts für R&B- sowie Rap-Alben in den USA im Jahr 2006.  In diesem Jahr erreichten siebenunddreißig R&B-Alben und achtundzwanzig Rap-Alben Nummer-eins-Status.

## R&B-Alben (Top 100)
| ← 2005 ← | Liste der Nummer-eins-R&B-Alben in den USA | Liste der Nummer-eins-R&B-Alben in den USA             | Liste der Nummer-eins-R&B-Alben in den USA     | 2007 →                    |
| \| Zeitraum \| Wo. ges. \| Interpret \| Titel \| Zusätzliche Informationen \| \| (Zeitraum, Wochen auf Platz eins, Interpret, Titel, zusätzliche Informationen) \| \| \| \| \| \| ------------------------------------------------------------------------------ \| -------- \| ------------------------------------------------------ \| -------------------------------------------------- \| ------------------------- \| \| 31. Dezember 2005 – 6. Januar 2006 1 Woche (insgesamt 1) \| 1 \| Various Artists \| Disturbing tha Peace[1] \| – \| \| 7. Januar 2006 – 13. Januar 2006 1 Woche (insgesamt 1) \| 1 \| Mary J. Blige \| The Breakthrough[2] \| – \| \| 14. Januar 2006 – 27. Januar 2006 2 Wochen (insgesamt 2) \| 2 \| Jamie Foxx \| Unpredictable[3] \| – \| \| 28. Januar 2006 – 3. Februar 2006 1 Woche (insgesamt 2) \| 2 \| Mary J. Blige \| The Breakthrough \| – \| \| 4. Februar 2006 – 17. Februar 2006 2 Wochen (insgesamt 4) \| 4 \| Jamie Foxx \| Unpredictable \| – \| \| 18. Februar 2006 – 24. Februar 2006 1 Woche (insgesamt 1) \| 1 \| Heather Headley \| In My Mind[4] \| – \| \| 25. Februar 2006 – 3. März 2006 1 Woche (insgesamt 3) \| 3 \| Mary J. Blige \| The Breakthrough \| – \| \| 4. März 2006 – 17. März 2006 2 Wochen (insgesamt 2) \| 2 \| Jaheim \| Ghetto Classics[5] \| – \| \| 18. März 2006 – 24. März 2006 1 Woche (insgesamt 1) \| 1 \| Ne-Yo \| In My Own Words[6] \| – \| \| 25. März 2006 – 31. März 2006 1 Woche (insgesamt 1) \| 1 \| Juvenile \| Reality Check[7] \| – \| \| 1. April 2006 – 7. April 2006 1 Woche (insgesamt 1) \| 1 \| E-40 \| My Ghetto Report Card[8] \| – \| \| 8. April 2006 – 14. April 2006 1 Woche (insgesamt 1) \| 1 \| Prince \| 3121[9] \| – \| \| 15. April 2006 – 12. Mai 2006 4 Wochen (insgesamt 4) \| 4 \| T.I. \| King[10] \| – \| \| 13. Mai 2006 – 19. Mai 2006 1 Woche (insgesamt 1) \| 1 \| Avant \| Director[11] \| – \| \| 20. Mai 2006 – 26. Mai 2006 1 Woche (insgesamt 1) \| 1 \| Mobb Deep \| Blood Money[12] \| – \| \| 27. Mai 2006 – 2. Juni 2006 1 Woche (insgesamt 1) \| 1 \| The Isley Brothers feat. Ronald Isley a.k.a. Mr. Biggs \| Baby Makin’ Music[13] \| – \| \| 3. Juni 2006 – 23. Juni 2006 3 Wochen (insgesamt 3) \| 3 \| Cam’ron \| Killa Season[14] \| – \| \| 24. Juni 2006 – 30. Juni 2006 1 Woche (insgesamt 1) \| 1 \| Yung Joc \| New Joc City[15] \| – \| \| 1. Juli 2006 – 7. Juli 2006 1 Woche (insgesamt 1) \| 1 \| Busta Rhymes \| The Big Bang[16] \| – \| \| 8. Juli 2006 – 14. Juli 2006 1 Woche (insgesamt 1) \| 1 \| Donell Jones \| Journey of a Gemini[17] \| – \| \| 15. Juli 2006 – 28. Juli 2006 2 Wochen (insgesamt 2) \| 2 \| India.Arie \| Testimony: Vol. 1, Life & Relationship[18] \| – \| \| 29. Juli 2006 – 11. August 2006 2 Wochen (insgesamt 2) \| 2 \| Pimp C \| Pimpalation[19] \| – \| \| 12. August 2006 – 18. August 2006 1 Woche (insgesamt 1) \| 1 \| LeToya \| LeToya[20] \| – \| \| 19. August 2006 – 25. August 2006 1 Woche (insgesamt 1) \| 1 \| DMX \| Year of the Dog… Again[21] \| – \| \| 26. August 2006 – 1. September 2006 1 Woche (insgesamt 1) \| 1 \| Rick Ross \| Port of Miami[22] \| – \| \| 2. September 2006 – 8. September 2006 1 Woche (insgesamt 1) \| 1 \| Lyfe Jennings \| The Phoenix[23] \| – \| \| 9. September 2006 – 15. September 2006 1 Woche (insgesamt 1) \| 1 \| OutKast \| Idlewild[24] \| – \| \| 16. September 2006 – 22. September 2006 1 Woche (insgesamt 1) \| 1 \| Young Dro \| Best Thang Smokin’[25] \| – \| \| 23. September 2006 – 29. September 2006 1 Woche (insgesamt 1) \| 1 \| Beyoncé \| B’Day[26] \| – \| \| 30. September 2006 – 13. Oktober 2006 2 Wochen (insgesamt 2) \| 2 \| Justin Timberlake \| FutureSex/LoveSounds[27] \| – \| \| 14. Oktober 2006 – 20. Oktober 2006 1 Woche (insgesamt 1) \| 1 \| Janet Jackson \| 20 Y.O.[28] \| – \| \| 21. Oktober 2006 – 27. Oktober 2006 1 Woche (insgesamt 1) \| 1 \| Monica \| The Makings of Me[29] \| – \| \| 28. Oktober 2006 – 3. November 2006 1 Woche (insgesamt 1) \| 1 \| Lloyd Banks \| Rotten Apple[30] \| – \| \| 4. November 2006 – 10. November 2006 1 Woche (insgesamt 1) \| 1 \| Diddy \| Press Play[31] \| – \| \| 11. November 2006 – 17. November 2006 1 Woche (insgesamt 1) \| 1 \| John Legend \| Once Again[32] \| – \| \| 18. November 2006 – 24. November 2006 1 Woche (insgesamt 1) \| 1 \| Birdman & Lil Wayne \| Like Father, Like Son[33] \| – \| \| 25. November 2006 – 1. Dezember 2006 1 Woche (insgesamt 1) \| 1 \| Jim Jones \| Hustler’s P.O.M.E. (Product of My Environment)[34] \| – \| \| 2. Dezember 2006 – 8. Dezember 2006 1 Woche (insgesamt 1) \| 1 \| The Game \| Doctor’s Advocate[35] \| – \| \| 9. Dezember 2006 – 22. Dezember 2006 2 Wochen (insgesamt 2) \| 2 \| Jay-Z \| Kingdom Come[36] \| – \| \| 23. Dezember 2006 – 29. Dezember 2006 1 Woche (insgesamt 1) \| 1 \| Ciara \| The Evolution[37] \| – \| |                                            |                                                        |                                                |                           |
| ← 2005 |                                            |                                                        |                                                | → 2007 →                  |
| Zeitraum | Wo. ges.                                   | Interpret                                              | Titel                                          | Zusätzliche Informationen |
| (Zeitraum, Wochen auf Platz eins, Interpret, Titel, zusätzliche Informationen) |                                            |                                                        |                                                |                           |
| 31. Dezember 2005 – 6. Januar 2006 1 Woche (insgesamt 1) | 1                                          | Various Artists                                        | Disturbing tha Peace                           | –                         |
| 7. Januar 2006 – 13. Januar 2006 1 Woche (insgesamt 1) | 1                                          | Mary J. Blige                                          | The Breakthrough                               | –                         |
| 14. Januar 2006 – 27. Januar 2006 2 Wochen (insgesamt 2) | 2                                          | Jamie Foxx                                             | Unpredictable                                  | –                         |
| 28. Januar 2006 – 3. Februar 2006 1 Woche (insgesamt 2) | 2                                          | Mary J. Blige                                          | The Breakthrough                               | –                         |
| 4. Februar 2006 – 17. Februar 2006 2 Wochen (insgesamt 4) | 4                                          | Jamie Foxx                                             | Unpredictable                                  | –                         |
| 18. Februar 2006 – 24. Februar 2006 1 Woche (insgesamt 1) | 1                                          | Heather Headley                                        | In My Mind                                     | –                         |
| 25. Februar 2006 – 3. März 2006 1 Woche (insgesamt 3) | 3                                          | Mary J. Blige                                          | The Breakthrough                               | –                         |
| 4. März 2006 – 17. März 2006 2 Wochen (insgesamt 2) | 2                                          | Jaheim                                                 | Ghetto Classics                                | –                         |
| 18. März 2006 – 24. März 2006 1 Woche (insgesamt 1) | 1                                          | Ne-Yo                                                  | In My Own Words                                | –                         |
| 25. März 2006 – 31. März 2006 1 Woche (insgesamt 1) | 1                                          | Juvenile                                               | Reality Check                                  | –                         |
| 1. April 2006 – 7. April 2006 1 Woche (insgesamt 1) | 1                                          | E-40                                                   | My Ghetto Report Card                          | –                         |
| 8. April 2006 – 14. April 2006 1 Woche (insgesamt 1) | 1                                          | Prince                                                 | 3121                                           | –                         |
| 15. April 2006 – 12. Mai 2006 4 Wochen (insgesamt 4) | 4                                          | T.I.                                                   | King                                           | –                         |
| 13. Mai 2006 – 19. Mai 2006 1 Woche (insgesamt 1) | 1                                          | Avant                                                  | Director                                       | –                         |
| 20. Mai 2006 – 26. Mai 2006 1 Woche (insgesamt 1) | 1                                          | Mobb Deep                                              | Blood Money                                    | –                         |
| 27. Mai 2006 – 2. Juni 2006 1 Woche (insgesamt 1) | 1                                          | The Isley Brothers feat. Ronald Isley a.k.a. Mr. Biggs | Baby Makin’ Music                              | –                         |
| 3. Juni 2006 – 23. Juni 2006 3 Wochen (insgesamt 3) | 3                                          | Cam’ron                                                | Killa Season                                   | –                         |
| 24. Juni 2006 – 30. Juni 2006 1 Woche (insgesamt 1) | 1                                          | Yung Joc                                               | New Joc City                                   | –                         |
| 1. Juli 2006 – 7. Juli 2006 1 Woche (insgesamt 1) | 1                                          | Busta Rhymes                                           | The Big Bang                                   | –                         |
| 8. Juli 2006 – 14. Juli 2006 1 Woche (insgesamt 1) | 1                                          | Donell Jones                                           | Journey of a Gemini                            | –                         |
| 15. Juli 2006 – 28. Juli 2006 2 Wochen (insgesamt 2) | 2                                          | India.Arie                                             | Testimony: Vol. 1, Life & Relationship         | –                         |
| 29. Juli 2006 – 11. August 2006 2 Wochen (insgesamt 2) | 2                                          | Pimp C                                                 | Pimpalation                                    | –                         |
| 12. August 2006 – 18. August 2006 1 Woche (insgesamt 1) | 1                                          | LeToya                                                 | LeToya                                         | –                         |
| 19. August 2006 – 25. August 2006 1 Woche (insgesamt 1) | 1                                          | DMX                                                    | Year of the Dog… Again                         | –                         |
| 26. August 2006 – 1. September 2006 1 Woche (insgesamt 1) | 1                                          | Rick Ross                                              | Port of Miami                                  | –                         |
| 2. September 2006 – 8. September 2006 1 Woche (insgesamt 1) | 1                                          | Lyfe Jennings                                          | The Phoenix                                    | –                         |
| 9. September 2006 – 15. September 2006 1 Woche (insgesamt 1) | 1                                          | OutKast                                                | Idlewild                                       | –                         |
| 16. September 2006 – 22. September 2006 1 Woche (insgesamt 1) | 1                                          | Young Dro                                              | Best Thang Smokin’                             | –                         |
| 23. September 2006 – 29. September 2006 1 Woche (insgesamt 1) | 1                                          | Beyoncé                                                | B’Day                                          | –                         |
| 30. September 2006 – 13. Oktober 2006 2 Wochen (insgesamt 2) | 2                                          | Justin Timberlake                                      | FutureSex/LoveSounds                           | –                         |
| 14. Oktober 2006 – 20. Oktober 2006 1 Woche (insgesamt 1) | 1                                          | Janet Jackson                                          | 20 Y.O.                                        | –                         |
| 21. Oktober 2006 – 27. Oktober 2006 1 Woche (insgesamt 1) | 1                                          | Monica                                                 | The Makings of Me                              | –                         |
| 28. Oktober 2006 – 3. November 2006 1 Woche (insgesamt 1) | 1                                          | Lloyd Banks                                            | Rotten Apple                                   | –                         |
| 4. November 2006 – 10. November 2006 1 Woche (insgesamt 1) | 1                                          | Diddy                                                  | Press Play                                     | –                         |
| 11. November 2006 – 17. November 2006 1 Woche (insgesamt 1) | 1                                          | John Legend                                            | Once Again                                     | –                         |
| 18. November 2006 – 24. November 2006 1 Woche (insgesamt 1) | 1                                          | Birdman & Lil Wayne                                    | Like Father, Like Son                          | –                         |
| 25. November 2006 – 1. Dezember 2006 1 Woche (insgesamt 1) | 1                                          | Jim Jones                                              | Hustler’s P.O.M.E. (Product of My Environment) | –                         |
| 2. Dezember 2006 – 8. Dezember 2006 1 Woche (insgesamt 1) | 1                                          | The Game                                               | Doctor’s Advocate                              | –                         |
| 9. Dezember 2006 – 22. Dezember 2006 2 Wochen (insgesamt 2) | 2                                          | Jay-Z                                                  | Kingdom Come                                   | –                         |
| 23. Dezember 2006 – 29. Dezember 2006 1 Woche (insgesamt 1) | 1                                          | Ciara                                                  | The Evolution                                  | –                         |

## Rap-Alben (Top 25)
| ← 2005 ← | Liste der Nummer-eins-R&B-Alben in den USA | Liste der Nummer-eins-R&B-Alben in den USA | Liste der Nummer-eins-R&B-Alben in den USA     | 2007 →                    |
| \| Zeitraum \| Wo. ges. \| Interpret \| Titel \| Zusätzliche Informationen \| \| (Zeitraum, Wochen auf Platz eins, Interpret, Titel, zusätzliche Informationen) \| \| \| \| \| \| ------------------------------------------------------------------------------ \| -------- \| -------------------- \| ---------------------------------------------- \| ------------------------- \| \| 31. Dezember 2005 – 6. Januar 2006 1 Woche (insgesamt 1) \| 1 \| Various Artists \| Disturbing tha Peace \| – \| \| 7. Januar 2006 – 24. Februar 2006 7 Wochen (insgesamt 7) \| 7 \| The Notorious B.I.G. \| Duets: The Final Chapter[38] \| – \| \| 25. Februar 2006 – 24. März 2006 4 Wochen (insgesamt 4) \| 4 \| Dem Franchize Boyz \| On Top of Our Game[39] \| – \| \| 25. März 2006 – 31. März 2006 1 Woche (insgesamt 1) \| 1 \| Juvenile \| Reality Check \| – \| \| 1. April 2006 – 7. April 2006 1 Woche (insgesamt 1) \| 1 \| E-40 \| My Ghetto Report Card \| – \| \| 8. April 2006 – 14. April 2006 1 Woche (insgesamt 1) \| 1 \| B. G. \| The Heart of tha Streetz, Vol. 1[40] \| – \| \| 15. April 2006 – 19. Mai 2006 5 Wochen (insgesamt 5) \| 5 \| T.I. \| King \| – \| \| 20. Mai 2006 – 2. Juni 2006 2 Wochen (insgesamt 2) \| 2 \| Mobb Deep \| Blood Money \| – \| \| 3. Juni 2006 – 23. Juni 2006 3 Wochen (insgesamt 3) \| 3 \| Cam’ron \| Killa Season \| – \| \| 24. Juni 2006 – 30. Juni 2006 1 Woche (insgesamt 1) \| 1 \| Yung Joc \| New Joc City \| – \| \| 1. Juli 2006 – 7. Juli 2006 1 Woche (insgesamt 1) \| 1 \| Busta Rhymes \| The Big Bang \| – \| \| 8. Juli 2006 – 14. Juli 2006 1 Woche (insgesamt 1) \| 1 \| Field Mob \| Light Poles and Pine Trees[41] \| – \| \| 15. Juli 2006 – 21. Juli 2006 1 Woche (insgesamt 2) \| 2 \| Busta Rhymes \| The Big Bang \| – \| \| 22. Juli 2006 – 28. Juli 2006 1 Woche (insgesamt 2) \| 2 \| Yung Joc \| New Joc City \| – \| \| 29. Juli 2006 – 11. August 2006 2 Wochen (insgesamt 2) \| 2 \| Pimp C \| Pimpalation \| – \| \| 12. August 2006 – 18. August 2006 1 Woche (insgesamt 1) \| 1 \| Pharrell \| In My Mind[42] \| – \| \| 19. August 2006 – 25. August 2006 1 Woche (insgesamt 1) \| 1 \| DMX \| Year of the Dog… Again \| – \| \| 26. August 2006 – 8. September 2006 2 Wochen (insgesamt 1) \| 1 \| Rick Ross \| Port of Miami \| – \| \| 9. September 2006 – 15. September 2006 1 Woche (insgesamt 1) \| 1 \| OutKast \| Idlewild \| – \| \| 16. September 2006 – 29. September 2006 2 Wochen (insgesamt 2) \| 2 \| Young Dro \| Best Thang Smokin’ \| – \| \| 30. September 2006 – 6. Oktober 2006 1 Woche (insgesamt 2) \| 2 \| Rick Ross \| Port of Miami \| – \| \| 7. Oktober 2006 – 13. Oktober 2006 1 Woche (insgesamt 1) \| 1 \| Lupe Fiasco \| Lupe Fiasco's Food & Liquor[43] \| – \| \| 14. Oktober 2006 – 27. Oktober 2006 2 Wochen (insgesamt 2) \| 2 \| Ludacris \| Release Therapy[44] \| – \| \| 28. Oktober 2006 – 3. November 2006 1 Woche (insgesamt 1) \| 1 \| Lloyd Banks \| Rotten Apple \| – \| \| 4. November 2006 – 10. November 2006 1 Woche (insgesamt 1) \| 1 \| Diddy \| Press Play \| – \| \| 11. November 2006 – 17. November 2006 1 Woche (insgesamt 1) \| 1 \| Lil Boosie \| Bad Azz[45] \| – \| \| 18. November 2006 – 24. November 2006 1 Woche (insgesamt 1) \| 1 \| Birdman & Lil Wayne \| Like Father, Like Son \| – \| \| 25. November 2006 – 1. Dezember 2006 1 Woche (insgesamt 1) \| 1 \| Jim Jones \| Hustler’s P.O.M.E. (Product of My Environment) \| – \| \| 2. Dezember 2006 – 8. Dezember 2006 1 Woche (insgesamt 1) \| 1 \| The Game \| Doctor’s Advocate \| – \| \| 9. Dezember 2006 – 22. Dezember 2006 2 Wochen (insgesamt 2) \| 2 \| Jay-Z \| Kingdom Come \| – \| \| 23. Dezember 2006 – 29. Dezember 2006 1 Woche (insgesamt 1) \| 1 \| Various Artists \| Eminem Presents: The Re-Up[46] \| – \| |                                            |                                            |                                                |                           |
| ← 2005 |                                            |                                            |                                                | → 2007 →                  |
| Zeitraum | Wo. ges.                                   | Interpret                                  | Titel                                          | Zusätzliche Informationen |
| (Zeitraum, Wochen auf Platz eins, Interpret, Titel, zusätzliche Informationen) |                                            |                                            |                                                |                           |
| 31. Dezember 2005 – 6. Januar 2006 1 Woche (insgesamt 1) | 1                                          | Various Artists                            | Disturbing tha Peace                           | –                         |
| 7. Januar 2006 – 24. Februar 2006 7 Wochen (insgesamt 7) | 7                                          | The Notorious B.I.G.                       | Duets: The Final Chapter                       | –                         |
| 25. Februar 2006 – 24. März 2006 4 Wochen (insgesamt 4) | 4                                          | Dem Franchize Boyz                         | On Top of Our Game                             | –                         |
| 25. März 2006 – 31. März 2006 1 Woche (insgesamt 1) | 1                                          | Juvenile                                   | Reality Check                                  | –                         |
| 1. April 2006 – 7. April 2006 1 Woche (insgesamt 1) | 1                                          | E-40                                       | My Ghetto Report Card                          | –                         |
| 8. April 2006 – 14. April 2006 1 Woche (insgesamt 1) | 1                                          | B. G.                                      | The Heart of tha Streetz, Vol. 1               | –                         |
| 15. April 2006 – 19. Mai 2006 5 Wochen (insgesamt 5) | 5                                          | T.I.                                       | King                                           | –                         |
| 20. Mai 2006 – 2. Juni 2006 2 Wochen (insgesamt 2) | 2                                          | Mobb Deep                                  | Blood Money                                    | –                         |
| 3. Juni 2006 – 23. Juni 2006 3 Wochen (insgesamt 3) | 3                                          | Cam’ron                                    | Killa Season                                   | –                         |
| 24. Juni 2006 – 30. Juni 2006 1 Woche (insgesamt 1) | 1                                          | Yung Joc                                   | New Joc City                                   | –                         |
| 1. Juli 2006 – 7. Juli 2006 1 Woche (insgesamt 1) | 1                                          | Busta Rhymes                               | The Big Bang                                   | –                         |
| 8. Juli 2006 – 14. Juli 2006 1 Woche (insgesamt 1) | 1                                          | Field Mob                                  | Light Poles and Pine Trees                     | –                         |
| 15. Juli 2006 – 21. Juli 2006 1 Woche (insgesamt 2) | 2                                          | Busta Rhymes                               | The Big Bang                                   | –                         |
| 22. Juli 2006 – 28. Juli 2006 1 Woche (insgesamt 2) | 2                                          | Yung Joc                                   | New Joc City                                   | –                         |
| 29. Juli 2006 – 11. August 2006 2 Wochen (insgesamt 2) | 2                                          | Pimp C                                     | Pimpalation                                    | –                         |
| 12. August 2006 – 18. August 2006 1 Woche (insgesamt 1) | 1                                          | Pharrell                                   | In My Mind                                     | –                         |
| 19. August 2006 – 25. August 2006 1 Woche (insgesamt 1) | 1                                          | DMX                                        | Year of the Dog… Again                         | –                         |
| 26. August 2006 – 8. September 2006 2 Wochen (insgesamt 1) | 1                                          | Rick Ross                                  | Port of Miami                                  | –                         |
| 9. September 2006 – 15. September 2006 1 Woche (insgesamt 1) | 1                                          | OutKast                                    | Idlewild                                       | –                         |
| 16. September 2006 – 29. September 2006 2 Wochen (insgesamt 2) | 2                                          | Young Dro                                  | Best Thang Smokin’                             | –                         |
| 30. September 2006 – 6. Oktober 2006 1 Woche (insgesamt 2) | 2                                          | Rick Ross                                  | Port of Miami                                  | –                         |
| 7. Oktober 2006 – 13. Oktober 2006 1 Woche (insgesamt 1) | 1                                          | Lupe Fiasco                                | Lupe Fiasco's Food & Liquor                    | –                         |
| 14. Oktober 2006 – 27. Oktober 2006 2 Wochen (insgesamt 2) | 2                                          | Ludacris                                   | Release Therapy                                | –                         |
| 28. Oktober 2006 – 3. November 2006 1 Woche (insgesamt 1) | 1                                          | Lloyd Banks                                | Rotten Apple                                   | –                         |
| 4. November 2006 – 10. November 2006 1 Woche (insgesamt 1) | 1                                          | Diddy                                      | Press Play                                     | –                         |
| 11. November 2006 – 17. November 2006 1 Woche (insgesamt 1) | 1                                          | Lil Boosie                                 | Bad Azz                                        | –                         |
| 18. November 2006 – 24. November 2006 1 Woche (insgesamt 1) | 1                                          | Birdman & Lil Wayne                        | Like Father, Like Son                          | –                         |
| 25. November 2006 – 1. Dezember 2006 1 Woche (insgesamt 1) | 1                                          | Jim Jones                                  | Hustler’s P.O.M.E. (Product of My Environment) | –                         |
| 2. Dezember 2006 – 8. Dezember 2006 1 Woche (insgesamt 1) | 1                                          | The Game                                   | Doctor’s Advocate                              | –                         |
| 9. Dezember 2006 – 22. Dezember 2006 2 Wochen (insgesamt 2) | 2                                          | Jay-Z                                      | Kingdom Come                                   | –                         |
| 23. Dezember 2006 – 29. Dezember 2006 1 Woche (insgesamt 1) | 1                                          | Various Artists                            | Eminem Presents: The Re-Up                     | –                         |